# Curimata roseni
Curimata roseni és una espècie de peix de la família dels curimàtids i de l'ordre dels caraciformes.

## Morfologia
- Els mascles poden assolir 14,4 cm de llargària total.[4]

## Hàbitat
Viu en zones de clima tropical.

## Distribució geogràfica
Es troba a Sud-amèrica: conques dels rius Amazones i Orinoco.